# 대전 내동리 지석묘
대전 내동리 지석묘(大田 內洞里 支石墓)는 대전광역시 유성구 원내동에 있는 청동기시대의 고인돌이다. 1989년 3월 18일 대전광역시의 기념물 제3호로 지정되었다.

## 개요
지석묘는 청동기시대의 대표적인 무덤으로 고인돌이라고도 부르며 주로 경제력이 있거나 정치권력을 가진 지배층의 무덤으로 알려져 있다.
우리나라의 고인돌은 4개의 받침돌을 세워 지상에 돌방을 만들고 그 위에 거대하고 평평한 덮개돌을 올려놓은 탁자식과, 땅속에 돌방을 만들고 작은 받침돌을 세운 뒤 그 위에 덮개돌을 올린 바둑판식으로 구분된다.
원래 대덕구 진잠에 있던 것을 1977년 8월에 유성구 원내동으로 옮긴 것이며, 바둑판식 고인돌 3기와 탁자식 고인돌 1기이다. 바둑판식 1호 고인돌의 덮개돌은 길이가 3.25m, 너비 1.86m이다. 2호 덮개돌의 길이는 2.42m, 너비 1.7m이며, 3호 덮개돌의 길이는 3.5m, 너비1.6m이고, 하부구조는 모두 남아있지 않다. 탁자식 4호 고인돌의 덮개돌 길이는 3.5m로 삼각형 모양이고, 받침돌은 2개만 남아있다.
민무늬토기·삼각형돌화살촉 2점이 출토되어 청동기시대 후기에 만들어진 것으로 추정된다.

## 같이 보기
- 고인돌

## 참고 자료
- 내동리지석묘 - 국가유산청 국가유산포털